# Премия Министерства обороны Российской Федерации в области культуры и искусства
Премия Министерства обороны Российской Федерации в области культуры и искусства — награда Министерства обороны Российской Федерации, учреждённая Министром обороны России Сергеем Шойгу 21 ноября 2015 года. 
Премия вручается ежегодно за произведения и творческие проекты, способствующие военно-патриотическому воспитанию граждан России, а также за значительный вклад в развитие культуры в Вооруженных Силах Российской Федерации.

## Порядок присуждения
Премия присуждаются военнослужащим, лицам гражданского персонала Вооруженных Сил, гражданам Российской Федерации, творческим или авторским коллективам, а также организациям и учреждениям по результатам конкурса.
Кандидаты на соискание премии выдвигаются заместителями Министра обороны Российской Федерации, органами военного управления, органами исполнительной и государственной власти, органами местного самоуправления, общественными и иными организациями. Лауреатов премии определяет комиссия, которая формируется Министром обороны России. Возглавляет комиссию статс-секретарь – заместитель Министра обороны России. 
Премия состоит из денежного вознаграждения, диплома, знака и удостоверения. Вручение премий проходит в торжественной обстановке в марте и приурочено к Дню работника культуры.
Первое награждения состоялось 25 марта 2017 года в Центральном академическом театре Российской Армии и была вручена в семи номинациях из девяти. Второе награждение прошло 26 марта 2018 года по всем девяти номинациям и среди победителей были не только мэтры культуры, но и новые лица.

## Номинации
Премия вручается в девяти номинациях:
- литературное творчество (проза, поэзия, драматургия);
- музыкальное искусство;
- театральное искусство;
- изобразительное искусство;
- мультимедиа проекты;
- культурно-просветительские проекты в области библиотечного, музейного дела, народного, литературного творчества, театрального, музыкального, изобразительного искусства;
- произведение аудиовизуальных искусств;
- «за вклад в развитие культуры»;
- «за активную культурно-шефскую работу».

## Лауреаты премии

### За 2016 год
- Валерий Гергиев — культурно-просветительские проекты,
- Даниил Гранин — литературное искусство,
- Людмила Чурсина  — театральное искусство,
- Валерий Халилов (посмертно) — музыкальное искусство,
- Александра Пахмутова и Николай Добронравов — за вклад в развитие культуры,
- Денис Майданов — за активную культурно-шефскую работу,
- Фёдор Бондарчук — произведение аудиовизуальных искусств.

### За 2017 год
- Иосиф Кобзон — за вклад в развитие культуры,
- Андрей Дементьев — литературное творчество,
- Алексей Игнатов — изобразительное искусство,
- Борис Галкин — театральное искусство,
- Творческий коллектив Московской государственной консерватории имени П. И. Чайковского — культурно-просветительские проекты в области библиотечного, музейного дела, народного, литературного творчество, театрального, музыкального, изобразительного искусства,
- Дмитрий Костарев — мультимедиа проекты,
- Эстрадная группа «Александров-Парк» — за активную культурно-шефскую работу,
- Алексей Пиманов — произведение аудиовизуальных искусств,
- Лев Лещенко — музыкальное искусство.

### За 2018 год
- Василий Лановой — за вклад в развитие культуры,
- Алина Покровская — театральное искусство,
- Константин Хабенский — произведение аудиовизуальных искусств,
- Зара — за активную культурно-шефскую работу,
- Вадим Ананьев — музыкальное искусство,
- Александр Куланов — литературное творчество,
- Игорь Олейников — изобразительное искусство,
- ООО «Цифровой лев»  — мультимедиа проекты,
- Государственный музей-заповедник М. Ю. Лермонтова — культурно-просветительские проекты в области библиотечного, музейного дела, народного, литературного творчества, театрального, музыкального, изобразительного искусства.

### За 2019 год
- Захар Прилепин —  литературное творчество (За утверждение в литературных произведениях идей воинской чести, служения народу и Родине),
- Игорь Бутман — музыкальное искусство (За содействие в развитии музыкального искусства в Вооружённых Силах Российской Федерации),
- Государственное автономное учреждение культуры Владимирской области «Владимирский академический областной драматический театр» — театральное искусство (За спектакль «Молодая гвардия»),
- Василий Нестеренко — изобразительное искусство (За яркое отражение в произведениях изобразительного искусства исторического и патриотического наследия России),
- Авторский коллектив Тульского военно-исторического музея, филиала государственного учреждения культуры Тульской области «Объединение «Историко-краеведческий и художественный музей»  — музейное дело (за интерактивную военно-патриотическую программу «Тула – форпост России»),
- Государственное автономное учреждение культуры Свердловской области «Уральский центр народного искусства» — культурно-просветительские проекты в области искусства, библиотечного дела и средств массовой информации (за концертный проект «За Россию, за мою» Уральского государственного академического русского народного хора),
- Аркадий Мамонтов — произведение аудиовизуальных искусств (за создание документальных фильмов, отражающих силу духа, верность Родине и военную мощь российской армии),
- Сергей Безруков — за вклад в развитие культуры (за вклад в развитие военно-патриотической темы в культуре),
- Авторский коллектив федерального государственного бюджетного учреждения культуры и искусства «Центральный Дом Российской Армии имени М.В.Фрунзе» Министерства обороны Российской Федерации — за активную культурно-шефскую работу (за концертную программу «Россия – священная наша держава»).

Учитывая высокий профессиональный уровень представленных на конкурс работ, конкурсной комиссией принято решение отметить за особый вклад в развитие культуры и искусства Вооружённых Сил Российской Федерации следующих номинантов:
В номинации «Литературное творчество»:
- Всеволод Кукушкин — За книгу-альбом «Легенды армейского хоккея. Михайлов-Петров-Харламов»
- Анатолий Будко, Надежда Бринюк, Дмитрий Журавлёв — За книгу «Военная медицина Российской Империи в Отечественной войне 1812 г. и Заграничных походах»
- Сергей Федоренко — За книгу «Русская земля»

В номинации «Театральное искусство»:
- Государственное автономное учреждение культуры «Саратовский областной театр оперетты» — За проект «Молодёжи о Великой Отечественной войне – прикосновение к подвигу»,
- Анна Скубская — За музыкальный спектакль «Одна Родина. Один народ. Одна победа!».

В номинации «Изобразительное искусство»:
- Сергей Олюнин — За проект «История в лицах. Жизнь – Отечеству, честь – никому!»,
- Александр Ерёменко — За проект «Память сердца: цикл художественных произведений о Великой Отечественной войне»,
- Лариса Кукушкина — За цикл произведений изобразительного искусства на военно-патриотическую тематику.

В номинации «Музейное дело»:
- Зураб Дарджания — За интерактивный проект «3D-энциклопедия оружия: все про оружие, амуницию и боеприпасы в 3D-фотографиях»,
- Авторский коллектив (Нежигай Элеонора Николаевна (руководитель), Вагнер Наталья Васильевна, Гриченко Георгий Артемович, Дубина Татьяна Александровна, Занина Мария Валерьевна,  Комиссарова Екатерина Александровна, Кувайцев Сергей Александрович, Максимов Илья Николаевич, Стаценко Роман Александрович, Уманцев Георгий Валерьевич) — За программу мероприятий «История Победы: 1941-1945».

В номинации «Культурно-просветительские проекты в области искусства, библиотечного дела и средств массовой информации»:
- Екатерина Устюшенко — За проект «Звезда бессмертия» (цикл документальных фильмов о героях Великой Отечественной войны из Бурятии),
- Авторский коллектив (Гусева Наталья Анатольевна (руководитель), Громова Ольга Николаевна, Ермакова Светлана Леонтьевна, Чуркина Инна Михайловна, Щенникова Любовь Дмитриевна)  — За мультимедийный проект «Цифровая летопись войны»,
- Авторский коллектив (Графодатская Екатерина Михайловна (руководитель), Графодатская Татьяна Александровна) — За проект «Большой севастопольский офицерский бал».

В номинации «Произведение аудиовизуальных искусств»:
- Авторский коллектив (Нехай Руслан Шамсудинович (руководитель), Буров Николай Витальевич, Закревская Екатерина Павловна, Летуновский Николай Владимирович) — За фильм «Хранители морской славы России» к 310-летию Центрального военно-морского музея,
- Авторский коллектив (Мерзлякова Татьяна Сергеевна (руководитель), Левочкин Эдуард Евгеньевич, Мусиенко Марина Евгеньевна, Павлова Анна Андреевна, Панкратова Наталья Владимировна) — За полнометражный художественный фильм «Я еще не хочу умирать».

В номинации «За вклад в развитие культуры»:
- Авторский коллектив (Левшин Александр Леонидович (руководитель), Гаганова Светлана Владимировна, Князева Надежда Алексеевна, Николаева Юлия Сергеевна) — За проект «Всероссийский открытый фестиваль-конкурс военно-патриотической песни «С чего начинается Родина»

В номинации «За активную культурно-шефскую работу»:
- Диана Сайфутдинова — За проект «Развитие культурной сферы жизни на архипелаге Новая Земля».

См. также: Лауреаты Премии Министерства обороны Российской Федерации в области культуры и искусства